# 6-я Украинская советская дивизия
6-я Украинская советская дивизия (6-я Усд, укр. 6-та українська радянська дивізія) — воинское соединение РККА в период Гражданской войны в России в вооружённых силах УССР.

## Предыстория
1919 год
В феврале, в период формирования вооружённых сил Украинской ССР и угрозы наступления русских войск генерала А. И. Деникина на Украину, полковник армии УНР Григорьев заключил военное соглашение с правительством Украинской ССР и командованием Красной армии РСФСР, в соответствии с которым 21 февраля 1919 года им сформированная и находящаяся под его командованием Херсонская повстанческая дивизия армии УНР вошла в состав Украинской советской армии под названием 2-я Заднепровская стрелковая бригада 1-й Заднепровской Украинской советской дивизии и сражалась на стороне Красной Армии РСФСР против русских войск Вооружённых сил Юга России и украинских войск Украинской народной республики.
20 марта командующий войсками Харьковской группы войск А. Е. Скачко Украинского фронта (далее УкрФ) издал приказ № 22, в котором поставил 1-й Заднепровской Украинской советской дивизии, начальник дивизии Павел Ефимович Дыбенко, боевую задачу: 2-й Заднепровской стрелковой бригаде, командир бригады Н. А. Григорьев, — овладеть городом Одессой (в литературе встречается 1-й номер бригады Григорьева); 1-й Заднепровской стрелковой бригаде, командир бригады Котов, — закрыть Крымский полуостров; 3-й Заднепровской стрелковой бригаде, командир бригады Н. И. Махно, — выйти на линию с. Платовка — г.Мариуполь (уездный город Мариупольского уезда Екатеринославской губернии)… Командиры довели приказ до красноармейцев. Военные комиссары во всех подразделениях провели митинги. 1-ю Заднепровскую дивизию в назначенный час подняли по боевой тревоге и двинули на противника.
24 марта Реввоенсовет УкрФ принял решение о создании 1-й, 2-й и 3-й Украинских советских армий.
В начале апреля 2-я Заднепровская бригада на правом фланге дивизии вела бои за освобождение города Одессы в районе ж.д. станции Сербка от союзных войск Антанты и русских войск Кавказской Добровольческой армии. 1-я Заднепровская бригада в центре дивизии вела бои за Чонгарский и Перекопский перешейки Крымского полуострова. Заднепровская теснила белых. В ночь на 2 апреля она заняла Чонгарский и Перекопский перешейки. О боевых успехах командиров и красноармейцев начальник дивизии П. Дыбенко телеграфировал в Москву и командующему войсками Украинского фронта Антонову-Овсеенко. 3-я Заднепровская бригада на левом фланге дивизии вела бои за освобождение города Мариуполя.
7 апреля в составе УкрФ образована Группа войск одесского направления путём выделения войск из Группы войск харьковского направления, в составе бригад Богунского, Пошехонова, Южной, 2-й Заднепровской, под командованием Н. А. Григорьева, 1-й Заднепровской Украинской советской дивизии, кавалерийского полка особого назначения.
Войска Одесской группы войск УкрФ вели наступление в восточном направлении.
Союзные войска Антанты румынские, польские и русская белогвардейская Бригада под командованием генерала Тимановского из состава Добровольческой армии Одесского района генерала Тимановского (Добрармия Одесского района состояла из одной бригады (5100 штыков и сабель, 6 пушек), брошенная союзниками по Антанте на произвол судьбы, с боями отходили в сторону Румынии.
14 апреля советскими войсками была взята ж.д. станция Раздельная и румынские войска отошли за р.Днестр.

## История
15 апреля завершено формирование 3-й Украинской советской армии из частей Группы войск одесского направления, которые сводились в две дивизии: 5-ю Украинскую советскую дивизию и 6-ю Украинскую советскую дивизию (бывшая 2-я Заднепровская бригада 1-й Заднепровской Украинской советской дивизии, командир Н. А. Григорьев, и другие части)., Начальником 6-й дивизии назначался Н. А. Григорьев.
- Григо́рьев Н. А. Штабс-капитан Русской императорской армии, полковник армии Украинской Народной Республики. В 1917—1918 член партии социалистов-революционеров. В 1918 организатор партизанской войны на Украине против оккупантов-германцев и армии Украинской державы в Елисаветградском уезде Херсонской губернии. С начала декабря 1918 по январь 1919 начальник Херсонской дивизии Украинской Народной Республики. С февраля 1919 командир 2-й Заднепровской бригады 1-й Заднепровской Украинской советской дивизии Украинской ССР; с апреля 1919 начдив 6-й Украинской советской дивизии Вооружённых сил Украинской ССР, в мае 1919 поднявший мятеж против советской власти на Украине. В 1919 член партии социалистов-революционеров (украинских боротьбистов).

2-я Заднепровская бригада находилась в г. Одессе (уездный город Одесского уезда Херсонской губернии) и устанавливала Советскую власть. Отношение Н. А. Григорьева к зажиточным горожанам было крайне негативным, по этой причине от разрешал своим командирам и красноармейцам заниматься экспроприациями имущества, переходившими в грабёж. Проводились мероприятия по переформированию бригады в дивизию.
22 апреля 2-я бригада Н. А. Григорьева выведена из г. Одессы.
25 апреля приказом войскам Украинского фронта № 50 командир 2-й Заднепровской бригады Н. А. Григорьев назначен начальником 6-й Украинской советской дивизии.,,,
3-я Украинская советская армия вела боевые действия против петлюровских войск в районе Одесса — Херсон — Николаев и к концу апреля очистила от противника всё Левобережье Приднестровья до Тирасполя.
7 мая начальник 6-й дивизии Н. А. Григорьев поднял восстание против Советской власти на Украине.
11 мая войска 3-й Украинской советской армии форсировали р.Днестр и продвинулись к г. Кишинёву, но наступление было приостановлено после по причине начавшегося в тылу армии антисоветского восстания под руководством теперь бывшего начдива 6-й усд Н. А. Григорьева. Части армии были привлечены к ликвидации григорьевского восстания.

## Полное наименование
6-я Украинская советская дивизия

## Командование
- Н. А. Григорьев, начальник дивизии (с 15 или 25 апреля — 7.05.1919).[1],[9]